# Bundesstraße 415
Pour les articles homonymes, voir Route 415.
La Bundesstraße 415 est une Bundesstraße du Land de Bade-Wurtemberg.

## Géographie
La B 415 va de Lahr/Schwarzwald à Biberach. Elle représente une liaison du fossé rhénan à la vallée de la Kinzig.
La B 415 est la continuation directe de la B 36, qui fut déclassée en L 75 entre Rastatt et Lahr, ces deux routes forment à leur début et à leur fin une intersection avec l'A 5. La B 415 traverse le centre-ville de Lahr et continue à travers la vallée de la Schutter. Ce faisant, elle traverse les deux quartiers de Lahr, Kuhbach et Reichenbach, où les habitants réclament depuis longtemps un contournement en raison de la forte charge de trafic.
Après Reichenbach, la Landesstraße 102 bifurque de la B 415 et traverse la vallée de la Schutter jusqu'à la Landesstraße 103. La B 415 traverse Seelbach jusqu'à Schönberg. Elle franchit la colline en contrebas du château de Hohengeroldseck et rejoint la B 33 près de Biberach dans la vallée de la Kinzig.

## Source
- (de) Cet article est partiellement ou en totalité issu de l’article de Wikipédia en allemand intitulé « Bundesstraße 415 » (voir la liste des auteurs).

1. ↑  (de) Mark Alexander, « Deshalb wollen diese Anwohner die Schutterparallele », sur Badische Zeitung, 2019 (consulté le 6 juillet 2021)